# Mustrahalli, Bangarapet
Mustrahalli là một làng thuộc tehsil Bangarapet, huyện Kolar, bang Karnataka, Ấn Độ.